# Ardenna grisea
La berta grigia (Ardenna grisea Gmelin, 1789) è un uccello marino della famiglia dei Procellariidi dalla distribuzione cosmopolita.

## Descrizione

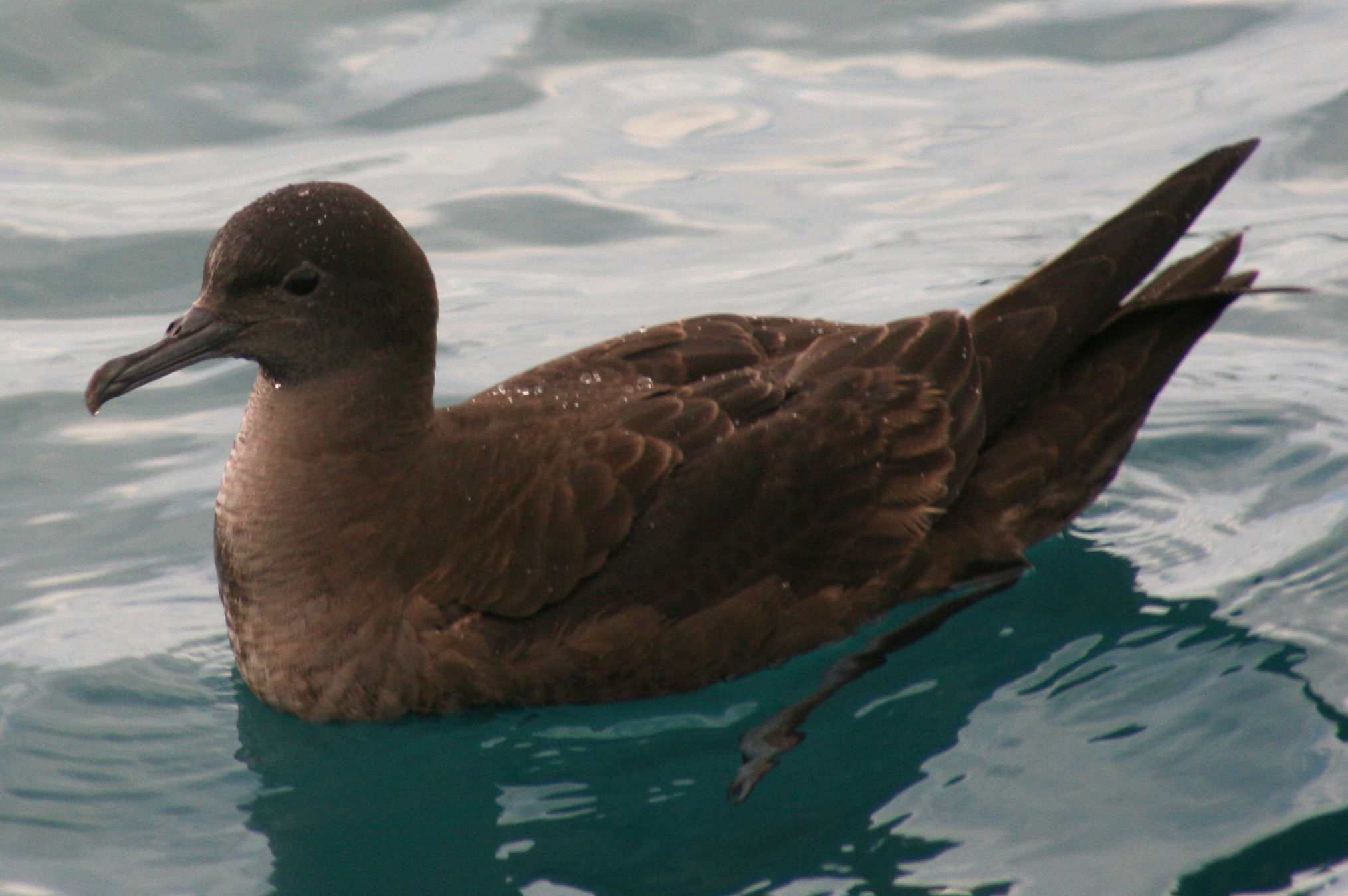
Da vicino è possibile apprezzare il piumaggio color cioccolato.

### Dimensioni
Misura 40–51 cm di lunghezza, per un peso di 650-978 g; l'apertura alare è di 94–109 cm.

### Aspetto
Questa grossa berta dal piumaggio scuro ha ali lunghe e relativamente appuntite. La parte inferiore dell'ala ha la parte centrale bianca. La maggior parte del piumaggio varia dal bruno-fuligginoso uniforme al grigio scuro, con una sfumatura più scura sulla testa, la parte superiore delle primarie e la coda. La zona dorsale può presentare un aspetto «squamato», soprattutto sulle scapolari. Il mento e la parte alta della gola sono leggermente più chiari; il resto delle parti inferiori, a partire dalla zona pettorale, presenta una colorazione molto simile a quella delle parti superiori, ma un po' più chiara.
Le ascellari sono scure, le copritrici sotto-alari sono di colore marrone chiaro o grigio, con una quantità variabile di bianco sulle copritrici interne. Le remiganti grigio scuro presentano discrete infiltrazioni chiare alla base delle primarie.
L'iride è bruno-nerastra, il becco varia dal grigio-brunastro al grigio scuro. Le zampe e i piedi sono color carne-rosato. I sessi sono identici, i giovani sono simili agli adulti.
La berta grigia è a malapena riconoscibile dalla berta codacorta (A. tenuirostris), ma ha la testa meno rotonda e il becco più lungo, nonché una grande macchia carpale bianca che contrasta con le grandi copritrici primarie e con la base delle primarie. Il colore del becco e le dimensioni generali permettono di distinguere la berta grigia dalla berta piedicarnicini, dalla berta minore e dalla berta delle Baleari.

### Voce
Generalmente silenzioso in mare, questo uccello diventa rumoroso nei terreni di nidificazione. Il suo repertorio è costituito soprattutto da tubati o da grugniti scontrosi. È più facile udire il richiamo della berta grigia quando è a terra o vicino alla sua tana rispetto a quando è in volo. Il suo grido principale è una serie di wheeoohar miagolanti come quelli di un gatto, ma è anche in grado di produrre attraverso inspirazioni ed espirazioni successive dei der-rer-ah gementi o dei coo-roo-ah più stridenti. Durante i duetti nuziali il maschio emette grida più acute di quelle della partner.

## Biologia

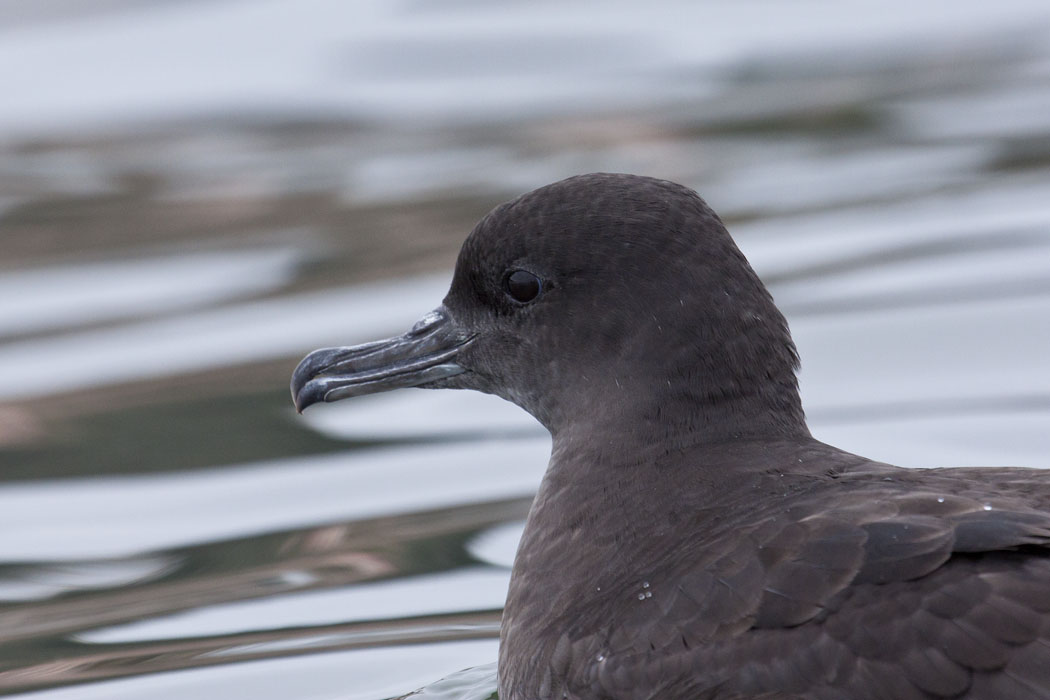
Primo piano di un esemplare che nuota al largo della California.

È un uccello gregario. In mare è possibile incontrare centinaia o migliaia di esemplari che volano in linee molto lunghe o posati sulla superficie. Le colonie raccolgono decine di migliaia o talvolta anche milioni di individui. Queste, oltre alle berte grigie, comprendono molte altre specie, quali uccelli delle tempeste facciabianca (Pelagodroma marina), prioni beccolargo (Pachyptila vittata), petrelli tuffatori comuni (Pelecanoides urinatrix), uccelli delle tempeste dorsogrigio (Garrodia nereis) e petrelli delle Chatham (Pterodroma axillaris).
Malgrado le modeste dimensioni, alcuni esemplari sono in grado di percorrere più di 60.000 chilometri durante il loro lungo viaggio di vari mesi attraverso l'oceano Pacifico. Assieme alla sterna codalunga, è l'uccello che effettua la più grande migrazione del mondo animale. Il percorso di questo migratore trans-equatoriale non è noto con certezza: sappiamo solo che suoi differenti punti di passaggio sono la Papua Nuova Guinea, la Nuova Caledonia, Tonga, Samoa, le Figi, Kiribati, le isole Cook, le isole della Società e le isole Marchesi. I limiti più settentrionali del loro itinerario si estendono alla Kamčatka, allo stretto di Bering, all'Europa settentrionale e all'Islanda, che vengono raggiunti tra settembre e ottobre. Il ritorno verso il sud e i siti di nidificazione per i più ritardatari avviene durante gli ultimi due mesi dell'anno civile.
Prima di partire, queste berte si rimpinzano di krill per formare riserve di grasso che servano come scorte per il viaggio. Alcuni maschi effettuano prestazioni eccezionali, essendo in grado di percorrere oltre 7500 km in 34 giorni. La distanza minima percorsa da una femmina è di 3700 km in 16 giorni. Le migrazioni avvengono per classi di età e la partenza viene effettuata a categorie scaglionate: i giovani di età superiore a un anno partono per primi, seguiti dagli adulti nidificanti e infine dagli adulti non nidificanti e dai giovani dell'anno. Non vi è una migrazione di massa: essa viene eseguita da sola od occasionalmente in piccoli gruppi.

### Alimentazione
Le berte grigie si nutrono principalmente di piccoli pesci che vivono sui banchi di sabbia poco profondi, di cefalopodi, di meduse (Hyperiella antarctica) e di crostacei (gamberi, krill), con proporzioni variabili a seconda della stagione o della regione.
Nella categoria dei pesci figurano acciughe (Engraulis), capelani comuni (Mallotus villosus), giovani scorfani (Neosebastes) e luccisauri del Pacifico (Cololabis saira). Durante il periodo di riproduzione la dieta è dominata dai crostacei, soprattutto dai Nyctiphanes, che vengono catturati dopo spedizioni più o meno lunghe.
Le berte grigie mettono in atto varie strategie di pesca: si tuffano e nuotano sott'acqua spingendosi con le loro lunghe ali. Possono anche «spigolare» il loro cibo dalla superficie. A volte si associano ad altri uccelli marini, ma anche a delfini e balene che svolgono il ruolo di battitori che spezzano l'integrità dei banchi dei pesci. Possono seguire i pescherecci per approfittare dei pesci scartati che vengono gettati fuori bordo.

### Riproduzione
La stagione di nidificazione inizia alla fine di settembre o all'inizio di ottobre. All'arrivo della colonia nel sito di nidificazione segue immediatamente un periodo pre-riproduttivo che dura circa due settimane. La deposizione delle uova può quindi avere luogo. Essa viene effettuata tra la metà di novembre e l'inizio di dicembre in Nuova Zelanda. Nelle isole Snares i due terzi delle deposizioni avvengono tra il 20 e il 24 novembre. La schiusa delle uova può avvenire in un arco di tempo abbastanza lungo, da metà gennaio a fine aprile.
Gli ultimi giovani si involano all'inizio di maggio.
Le berte grigie sono uccelli monogami, ma i legami coniugali durano di solito un solo anno. Probabilmente le relazioni che uniscono le coppie si interrompono con l'inizio della migrazione. I nuovi compagni vengono sicuramente cercati all'inizio della stagione successiva. Questi uccelli sono molto coloniali. La densità dei nidi varia a seconda che siano costruiti tra le graminacee o tra i cespugli. Essa viene generalmente stimata tra 0,3 e 0,9 per metro quadrato. Entrambi i genitori uniscono le forze per scavare una tana che può essere profonda fino a 3 metri e che viene rivestita con piante sparse. Può anche essere utilizzata allo scopo una cavità naturale. La femmina depone un unico uovo bianco che pesa 95 grammi e viene covato alternativamente da entrambi i genitori per 53-56 giorni.
Alla nascita i pulcini presentano un piumino grigio-fuligginoso con parti inferiori più chiare. Sono nidicoli e rimangono nel nido per un periodo medio di cento giorni. Alla fine della loro crescita, vale a dire a 70 giorni di età, la loro massa corporea raggiunge i 750 grammi e hanno acquisito abbastanza muscoli e grasso per sopravvivere e affrontare i rigori degli spostamenti su lunga distanza.
I giovani raggiungono la maturità sessuale tra i 5 e i 9 anni.

## Distribuzione e habitat

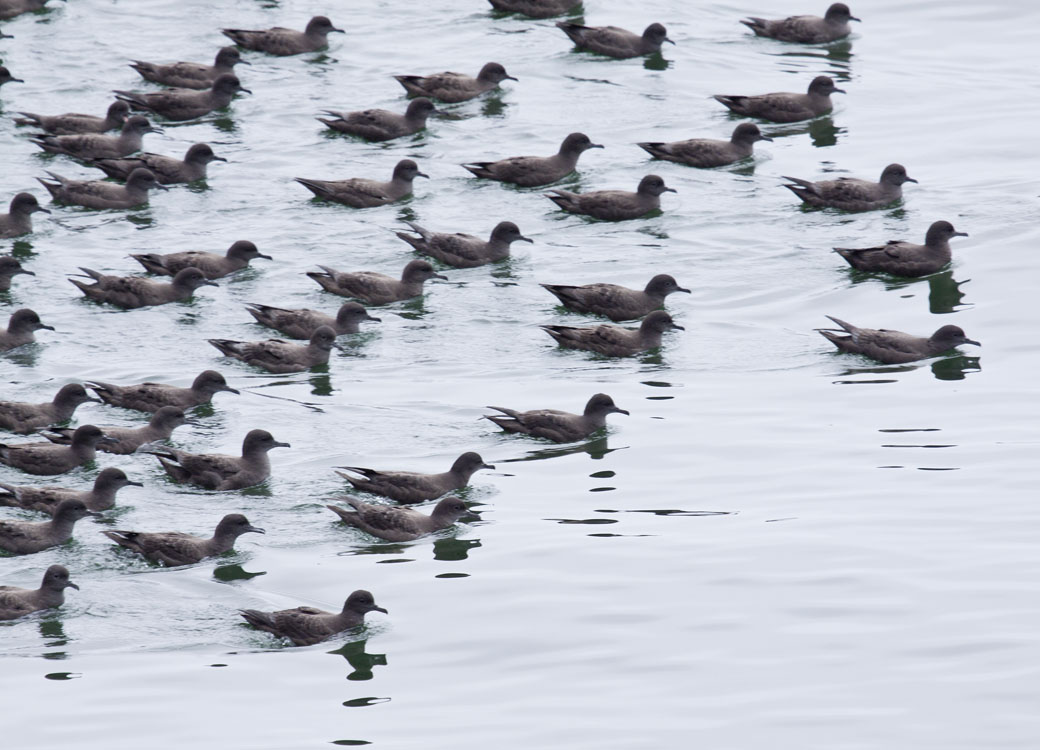
Piccola parte di un immenso stormo al largo della California (Stati Uniti) nel mese di settembre.

La berta grigia è presente e può essere osservata in tutti i grandi oceani, ad eccezione della parte settentrionale dell'oceano Indiano. Si riproduce nel sud del Cile, fino a capo Horn, nell'arcipelago delle Falkland e a Tristan da Cunha, in pieno Atlantico meridionale. Nel settore sud-orientale del globo, nidifica nell'Australia sud-orientale e intorno alla Nuova Zelanda.
Questa specie pelagica si incontra generalmente in acque fredde situate a considerevole distanza dalla costa.
Uno studio condotto per due anni consecutivi nelle acque americane al di fuori della stagione riproduttiva ha dimostrato che questa berta trascorre tra il 46 e il 68% del suo tempo sulla piattaforma continentale, prolungamento diretto del continente sotto la superficie del mare, e tra il 37 e il 43% sulla scarpata continentale, tra 200 e 1000 metri. Nei punti in cui la scarpata continentale digrada rapidamente, la specie tende ad avvicinarsi alla costa. Il breve tempo rimanente (dal 5 all'11%) viene trascorso sulla salita continentale o sulla piana abissale.
La berta grigia nidifica su ripidi pendii ricoperti da una vegetazione piuttosto fitta; apprezza in particolare i ciuffi di erbe della famiglia delle graminacee caratterizzate da uno stelo cilindrico cavo. Mostra anche una certa attrazione per le piante di Olearia disposte in ciuffi o più raramente in cespugli o piccoli gruppi di alberi. Quando si riproduce, si insedia nelle vicinanze del mare, ma anche nell'entroterra fino a 1500 metri di altitudine. Le isole costituiscono spesso il suo habitat preferito, così come punte e promontori.

## Conservazione
Secondo Handbook of the Birds of the World la specie non è minacciata a livello globale. È numerosa e ampiamente diffusa con una popolazione complessiva costituita da diversi milioni di individui. La popolazione viene stimata in 4 milioni di coppie in Nuova Zelanda e in circa 20 milioni di esemplari in totale. Censimenti recenti effettuati sulle isole Snares hanno determinato una popolazione di 2.750.000 uccelli nel 1970 e di 2.060.000 nell'anno 2000, registrando una diminuzione del 37%. Anche le colonie della Nuova Zelanda hanno visto diminuire le loro popolazioni e le 17 colonie presenti in Australia sono relativamente modeste, essendo costituite in tutto dalle 1300 alle 2500 coppie. Le colonie delle isole Falkland sono di medie dimensioni - 10.000-20.000 coppie riproduttrici. Le fluttuazioni della popolazione possono essere considerevoli. In California gli uccelli presenti al di fuori della stagione riproduttiva sono diminuiti del 90% negli ultimi 20 anni.
Questo uccello, chiamato anche muttonbird («uccello montone») dai locali, viene catturato in gran numero dai maori. Gli uccelli vengono prelevati all'interno delle loro tane, spennati e preparati per essere cucinati. Ogni anno vengono catturati in questo modo 250.000 esemplari. Questa attività sociale e culturale è di grande importanza economica, specialmente per i māori dell'isola di Stewart.